# 詹森 (內布拉斯加州)
詹森（英語：Jansen）是位於美國內布拉斯加州傑佛遜縣的村。

## 人口
根據2020年美國人口普查的數據，詹森的面積為0.81平方千米，皆為陸地。當地共有人口100人，而人口密度為每平方千米123人。